# Infamous Mobb
Infamous Mobb lub IM3 – grupa hip-hopowa. Od samego początku istnienia są ci sami członkowie – Ty Nitty, Twin Gambino, Godfather Pt. 3. Wszyscy członkowie wychowywali się przy ulicy Queensbridge's 41st side 21st. Grupa bardzo często nagrywała piosenki wraz z Mobb Deep na ich płytach.

## Dyskografia
| Albumy                                                                        |
| ----------------------------------------------------------------------------- |
| Infamous Mobb: Special Edition - Premiera: 26 maja 2002 - Wytwórnia: IM3      |
| Blood Thicker Than Water, Vol. 1 - Premiera: 6 kwietnia 2004 - Wytwórnia: IM3 |
| Reality Rap - Premiera: 6 listopada 2007 - Wytwórnia: IM3                     |